# Nemanja Dangubić
Nemanja Dangubić (in serbo Немања Дангубић?; Pančevo, 13 aprile 1993) è un cestista serbo.

## Carriera
È stato selezionato dai Philadelphia 76ers al secondo giro del Draft NBA 2014 (54ª scelta assoluta).

## Palmarès
- Campionato serbo: 4

Stella Rossa Belgrado: 2014-15, 2015-16, 2016-17, 2017-18
- Campionato tedesco: 1

Bayern Monaco: 2018-19
- Coppa di Serbia: 2

Stella Rossa Belgrado: 2015, 2017
- Lega Adriatica: 3

Stella Rossa Belgrado: 2014-15, 2015-16, 2016-17